# The Primitives
The Primitives est un groupe de rock britannique, formé à Coventry en 1985. Ils sont surtout renommés pour leur chanson Crash, classée 5e du hit parade britannique en 1988.

## Biographie
Les Primitives sont fondés en 1985 par le bassiste Steve Dullaghan, le batteur Peter Tweedie, le guitariste Steve Dullaghan et le chanteur Keiron McDermott. Ce dernier est rapidement remplacé par Tracy Tracy (Tracy Cattell). Ils montent leur propre label discographique, Lazy Records, qui édite leurs trois premiers singles, Thru The Flowers, Really Stupid et Stop Killing Me. Les Primitives parviennent à se produire dans la capitale britannique et à créer le buzz. Le batteur Tig Williams remplace Peter Tweedie, exclu avant que le groupe soit recruté par le label RCA Records et parte en tournée avec Echo and the Bunnymen,.
En 1988, leur single Crash se classe 5e du UK Singles Chart, alors que leur premier album, Lovely, atteint la 6e place du UK Albums Chart et se vend à 100 000 exemplaires au Royaume-Uni,. Au retour d'une tournée aux États-Unis, le bassiste Steve Dullaghan quitte le groupe et est remplacé par Paul Sampson, producteur du premier album. Les Primitives enregistrent Pure, leur second album, qui se classe à la 33e place du hit-parade en octobre 1989. Le groupe se sépare en 1992 après la sortie d'un troisième album, Galore, produit par Ian Broudie (en) mais qui ne peut renouer avec le succès de leurs premiers disques.
Les Primitives se reforment en 2009, après la mort de Steve Dullaghan. Ils décident de donner quelques concerts en hommage à leur ancien bassiste, puis entreprennent une tournée nationale en 2010. L'année suivante, le label indépendant espagnol Elefant Records édite le EP Never Kill a Secret, composé de quatre chansons inédites. Un album de reprises, Echoes and Rhymes, voit le joue en 2012.

## Style musical et influences
L'allure de Tracy Tracy suscite des comparaisons avec le groupe new-yorkais Blondie et sa chanteuse blonde péroxydée Deborah Harry,. Le succès des Primitives pousse les maisons de disques à signer d'autres groupes pop rock de l'époque mettant en avant des chanteuses, comme Transvision Vamp et The Darling Buds (en).
A noter que le nom du groupe est emprunté à un groupe éponyme formé en 1964 par John Cale, Lou Reed et Tony Conrad, une aventure expérimentale de courte durée, menée uniquement en studio et à laquelle prend part notamment le sculpteur Walter De Maria, qui conduit en novembre 1965 à la création du célèbre The Velvet Underground.

## Discographie

### Albums
- 1988 : Lovely (en) (Lazy)
- 1989 : Pure (en) (RCA Records)
- 1991 : Galore (RCA Records)
- 2012 : Echoes and Rhymes (Elefant Records)

## Membres actuels
- Paul Court - guitare, chant (1985–1992, depuis 2009)
- Tracy Tracy (Tracy Cattell) - chant, tambourin (1986–1992, depuis 2009)
- Tig Williams - batterie (1987–1992, depuis 2009)
- Raph Moore - basse (depuis 2009)

## Anciens membres
- Keiron McDermott - chant (1985–1986)
- Peter Tweedie - batterie (1985–1987)
- Steve Dullaghan - basse, guitare (1985–1989 ; mort en 2009)
- Paul Sampson - basse (1989–1990)
- Neil Champion - basse (1991–1992)